# Бенгтссон, Расмус
Ра́смус Бе́нгтссон (швед. Rasmus Bengtsson; род. 26 июня 1986, Мальмё) — шведский футболист, центральный защитник.

## Карьера

### Клубная
Воспитанник клуба «Мальмё». В 2006 году был отдан в аренду в «Треллеборг». В сезоне 2006 «Треллеборг» занял первое место во второй лиге и вышел в Аллсвенскан, после чего клуб выкупил трансфер Бенгтссона.
В августе 2009 года перешёл в берлинскую «Герту», сумма трансфера составила 500 тыс. евро, контракт был рассчитан на 3 года. В Бундеслиге дебютировал 12 сентября 2009 года в матче против «Майнца», «Герта» проиграла со счётом 1:2, Бенгтссон провёл на поле все 90 минут. До конца сентября составлял с Арне Фридрихом основную пару центральных защитников. Дважды получал худшую из возможных оценок от журнала «Kicker». После того, как Фридхельм Функель сменил Люсьена Фавре на посту главного тренера «Герты», Бенгтссон лишился места в составе. В начале ноября 2009 года получил травму и выбыл из строя до января 2010 года. Последний матч за «Герту» провёл 27 марта 2010 года, против дортмундской «Боруссии».
9 июля 2010 года подписал контракт сроком на 3 года с нидерландским «Твенте». В «Твенте» Бенгтссону пришлось бороться за место в составе с сыгранной связкой центральных защитников Петера Висгерхофа и Дугласа, и до сезона 2012/13 Бенгтссон был их дублёром. Дебютировал за «Твенте» 22 сентября 2010 года в матче Кубка Нидерландов против любительского клуба «Капелле». 20 октября 2010 года в игре Лиги чемпионов против «Вердера» Бенгтссон на 24-й минуте заменил травмированного Висгерхофа; этот матч стал для Бенгтссона первым в Лиге чемпионов и вторым за «Твенте». В чемпионате Нидерландов дебютировал 24 октября 2010 года в игре против АДО Ден Хааг. 26 марта 2012 года продлил контракт с «Твенте» до 2015 года. В сезоне 2012/13 стал регулярно выходить в стартовом составе в паре с Дугласом. Первый гол в своей зарубежной карьере забил 4 октября 2012 года в выездном матче Лиги Европы против «Хельсингборга» (принципиального соперника «Мальмё» и «Треллеборга»). Первый гол в чемпионате Нидерландов забил 21 апреля 2013 года, в ворота ВВВ-Венло. Ровно через неделю забил свой второй гол в чемпионате Нидерландов, в ворота НЕКа. 31 июля 2013 года тренер «Твенте» Михел Янсен объявил, что Бенгтссон будет исполнять обязанности капитана команды в отсутствие травмированного Ваута Брамы. Летом 2013 года Дуглас покинул «Твенте», поэтому в сезоне 2013/14 Бенгтссон играл в паре с датчанином Андреасом Бьелланном. Забил 4 гола в первых 8 турах чемпионата 2013/14.

### В сборной
Выступал за молодёжную (до 21 года) сборную Швеции. Дебютировал в молодёжной сборной 6 февраля 2008 года в товарищеском матче с командой Португалии. Участвовал в молодёжном чемпионате Европы 2009, провёл все 4 игры.
9 января 2009 года Ларс Лагербек вызвал Бенгтссона в национальную сборную Швеции на ежегодное январское турне, в котором участвуют только игроки скандинавских клубов. Бенгтссон провёл 1 матч, 28 января 2009 года с командой Мексики.
2 февраля 2013 года Эрик Хамрен впервые вызвал Бенгтссона в «настоящую» сборную Швеции на товарищескую игру с Аргентиной. Бенгтссон заменил Юэля Экстранда, отказавшегося от вызова из-за проблем с коленом. Бенгтссон провёл матч с Аргентиной на скамейке запасных. В марте 2013 года Эрик Хамрен рассматривал Бенгтссона как кандидата в сборную, но Бенгтссон был травмирован. В мае 2013 года Эрик Хамрен вызвал Бенгтссона в сборную в качестве 4-го центрального защитника (после Андреаса Гранквиста, Юнаса Ульссона и Пера Нильссона), в отсутствие травмированного Микаэля Антонссона. Бенгтссон дебютировал в «настоящей» сборной 3 июня 2013 года в товарищеском матче с командой Македонии, выйдя на замену на 89-й минуте вместо Юнаса Ульссона. 2 следующих отборочных матча к чемпионату мира 2014 (7 июня против Австрии и 11 июня против Фарерских островов) Бенгтссон провёл на скамейке запасных. Из-за удаления Гранквиста в матче против Фарер и последовавшей дисквалификации его на следующий отборочный матч Эрик Хамрен в августе и сентябре 2013 года вызывал Бенгтссона в сборную 4-м центральным защитником. 4 сентября 2013 года Бенгтссон покинул сборную из-за травмы паха, вместо него был вызван Понтус Янссон. В октябре и ноябре 2013 года Эрик Хамрен не вызывал Бенгтссона в сборную.
5 марта 2014 года в товарищеском матче с Турцией Бенгтссон впервые вышел в стартовом составе «настоящей» сборной, в паре с Микаэлем Антонссоном. В перерыве матча пара была заменена на Пера Нильссона и Юэля Экстранда. Газета «Aftonbladet» поставила Бенгтссону оценку «1» по 5-балльной шкале с комментарием «Едва оторвался от земли в верховой дуэли с Мевлютом Эрдинчем, что значило 1:0 в пользу Турции. Слишком слабое выступление, чтобы похвалить».
1 июня 2014 года провёл свой 4-й товарищеский матч за сборную, соперником была команда Бельгии, Бенгтссон вышел на замену вместо Микаэля Антонссона на 62-й минуте и играл в паре с Андреасом Гранквистом. После этого Эрик Хамрен перестал вызывать Расмуса Бенгтссона в сборную.

## Достижения
- Чемпион Суперэттан: 2006
- Обладатель Кубка Нидерландов: 2011
- Чемпион Швеции: 2016, 2017

## Статистика выступлений
| Выступление      | Выступление      | Выступление      | Чемпионат | Чемпионат | Кубок | Кубок | Еврокубки | Еврокубки | Прочие | Прочие | Итого | Итого |
| Клуб             | Лига             | Сезон            | Игры      | Голы      | Игры  | Голы  | Игры      | Голы      | Игры   | Голы   | Игры  | Голы  |
| ---------------- | ---------------- | ---------------- | --------- | --------- | ----- | ----- | --------- | --------- | ------ | ------ | ----- | ----- |
| Треллеборг       | Суперэттан       | 2006             | 19        | 2         | 0     | 0     | 0         | 0         | 0      | 0      | 19    | 2     |
| Треллеборг       | Аллсвенскан      | 2007             | 14        | 3         | 0     | 0     | 0         | 0         | 0      | 0      | 14    | 3     |
| Треллеборг       | Аллсвенскан      | 2008             | 28        | 4         | 0     | 0     | 0         | 0         | 0      | 0      | 28    | 4     |
| Треллеборг       | Аллсвенскан      | 2009             | 12        | 1         | 0     | 0     | 0         | 0         | 0      | 0      | 12    | 1     |
| Треллеборг       | Итого            | Итого            | 73        | 10        | 0     | 0     | 0         | 0         | 0      | 0      | 73    | 10    |
| Герта            | Бундеслига       | 2009/10          | 6         | 0         | 1     | 0     | 2         | 0         | 0      | 0      | 9     | 0     |
| Герта            | Итого            | Итого            | 6         | 0         | 1     | 0     | 2         | 0         | 0      | 0      | 9     | 0     |
| Твенте           | Эредивизие       | 2010/11          | 10        | 0         | 4     | 0     | 2         | 0         | 0      | 0      | 16    | 0     |
| Твенте           | Эредивизие       | 2011/12          | 13        | 0         | 1     | 0     | 4         | 0         | 0      | 0      | 18    | 0     |
| Твенте           | Эредивизие       | 2012/13          | 21        | 2         | 1     | 0     | 5         | 1         | 4      | 0      | 31    | 3     |
| Твенте           | Эредивизие       | 2013/14          | 28        | 5         | 1     | 0     | 0         | 0         | 0      | 0      | 29    | 5     |
| Твенте           | Эредивизие       | 2014/15          | 17        | 1         | 2     | 0     | 1         | 0         | 0      | 0      | 20    | 1     |
| Твенте           | Итого            | Итого            | 89        | 8         | 9     | 0     | 12        | 1         | 4      | 0      | 114   | 9     |
| Всего за карьеру | Всего за карьеру | Всего за карьеру | 168       | 18        | 10    | 0     | 14        | 1         | 4      | 0      | 196   | 19    |

(откорректировано по состоянию на 25 января 2015 года)